# Friedrich Krancke

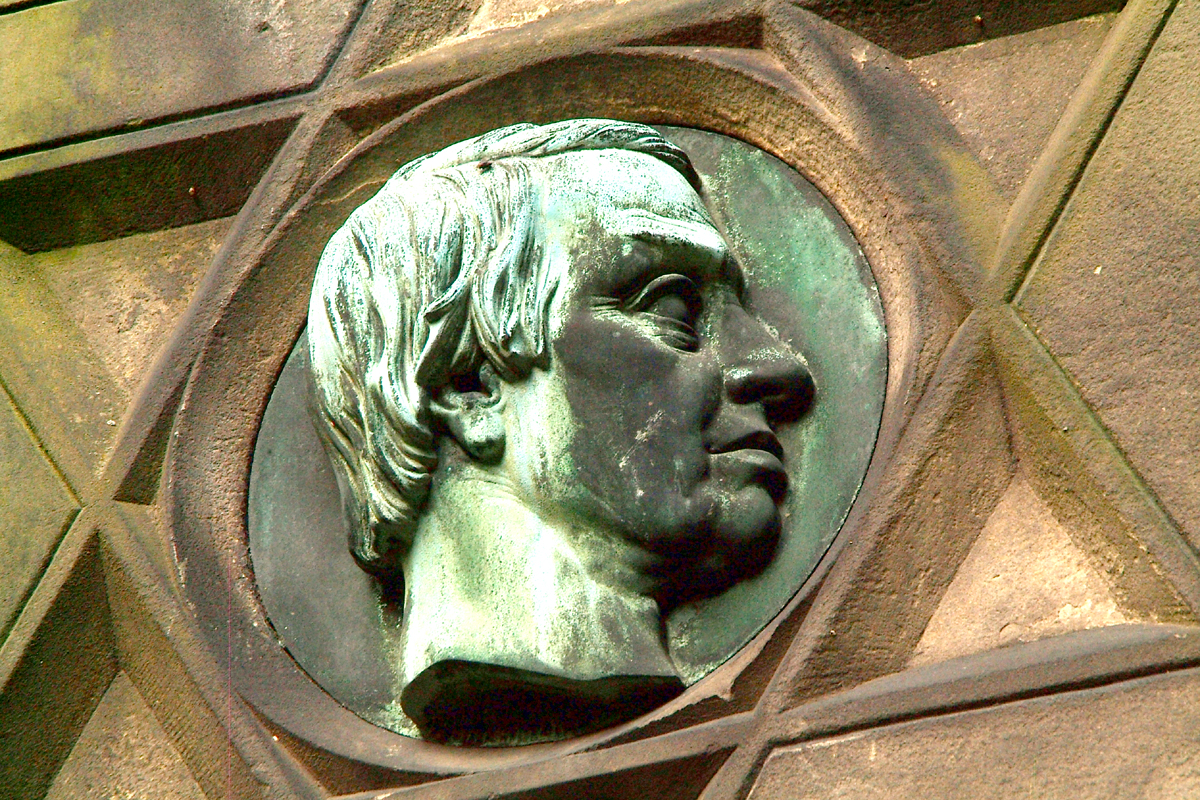
Porträtmedaillon von Friedrich Krancke mit noch unidentifizierter Künstlersignatur unter dem Halsabschnitt

Georg August Friedrich Krancke (* 11. Juni 1782 in Hannover; † 6. Dezember 1852 ebenda) war ein Lehrer und Autor mehrerer Schulbücher.

## Leben

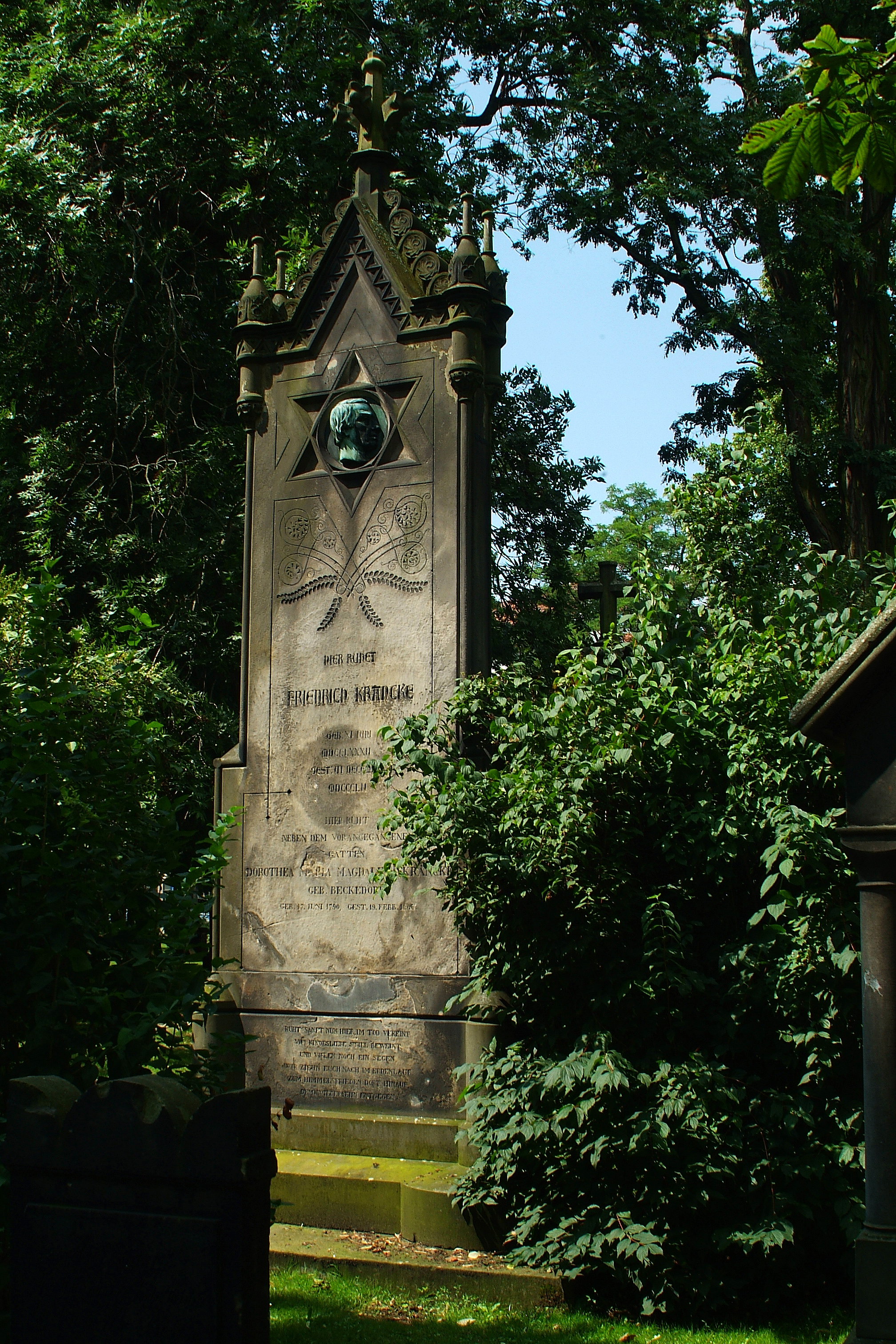
Grabmal (Vorderansicht) auf dem Gartenfriedhof

Nach dem Schulbesuch absolvierte Krancke ab 1798 eine Ausbildung am Lehrerseminar in Hannover. 1805 wurde er Lehrer an der Stadttöchterschule und war dort von 1814 bis zu seiner Pensionierung 1851 Erster Lehrer. Ab 1808 unterrichtete er außerdem nebenberuflich am hannoverschen Lehrerseminar und ab 1838 an der Handelsschule in den Fächern Arithmetik und Geometrie.
Bekannt wurde Krancke als Autor mehrerer Rechenbücher für die Volksschule, die die ersten dieser Art waren. Zum Teil wurden diese Bücher noch bis 1936 verwendet. Weiterhin war er als Gutachter und Versicherungsmathematiker für Lebensversicherungen und Witwenkassen tätig.
Friedrich Kranke war Mitglied der Freimaurerloge Friedrich zum weißen Pferde.

## Werke (Auswahl)
Die Mathematik-Bücher von Friedrich Kranke erschienen in verschiedenen Auflagen um die 1840er Jahre. Sie wurden in veränderter Form Ende der 1920er Jahre erneut herausgegeben und im Unterricht verwendet.
- Hülfsbuch beim Unterricht im Kopfrechnen, Hannover: Hahn
- Theoretisch-practisches Lehrbuch der bürgerlichen und kaufmännischen Arithmetik in ihrem ganzen Umfange, Hannover: Hahn
- Friedrich Kranckes arithmetisches Exempelbuch für Schulen, hrsg. vom Lehrerverein Hannover-Linden e. V., Hannover, Leipzig: Hahn
- Theoretisch-practisches Lehrbuch der bürgerlichen und kaufmännischen Arithmetik in ihrem ganzen Umfange, Hannover: Hahn
  - Teil 1: Theoretisch.-practische Lehrbuch der vier Grundrechnungen mit ganzen Zahlen, gemeinen und Decimalbrüchen
  - Teil 2: Ausführliches Lehrbuch der practischen Arithmetik für das bürgerliche Leben
- Hülfsbuch beim Unterricht im Kopfrechnen, Hannover: Hahn
  - Teil 1: Theoretisch-practische Anleitung zum Kopfrechnen
  - Teil 2: Exempelbuch für den Unterricht im Kopfrechnen nach der vorangestellten practischen Methodik
- Friedrich Kranckes arithmetisches Exempelbuch für Schulen, Hannover: Hahn [Ende der 1920er Jahre]:
  - Heft 1: Der Zahlenraum von 1 bis 10. Die [eingedr.] Bilder find von Grethe Jürgens gezeichnet
  - Heft 2: Exempel zu den zusammengesetzteren Rechnungsarten (Digitalisat)

## Grabmal auf dem Gartenfriedhof

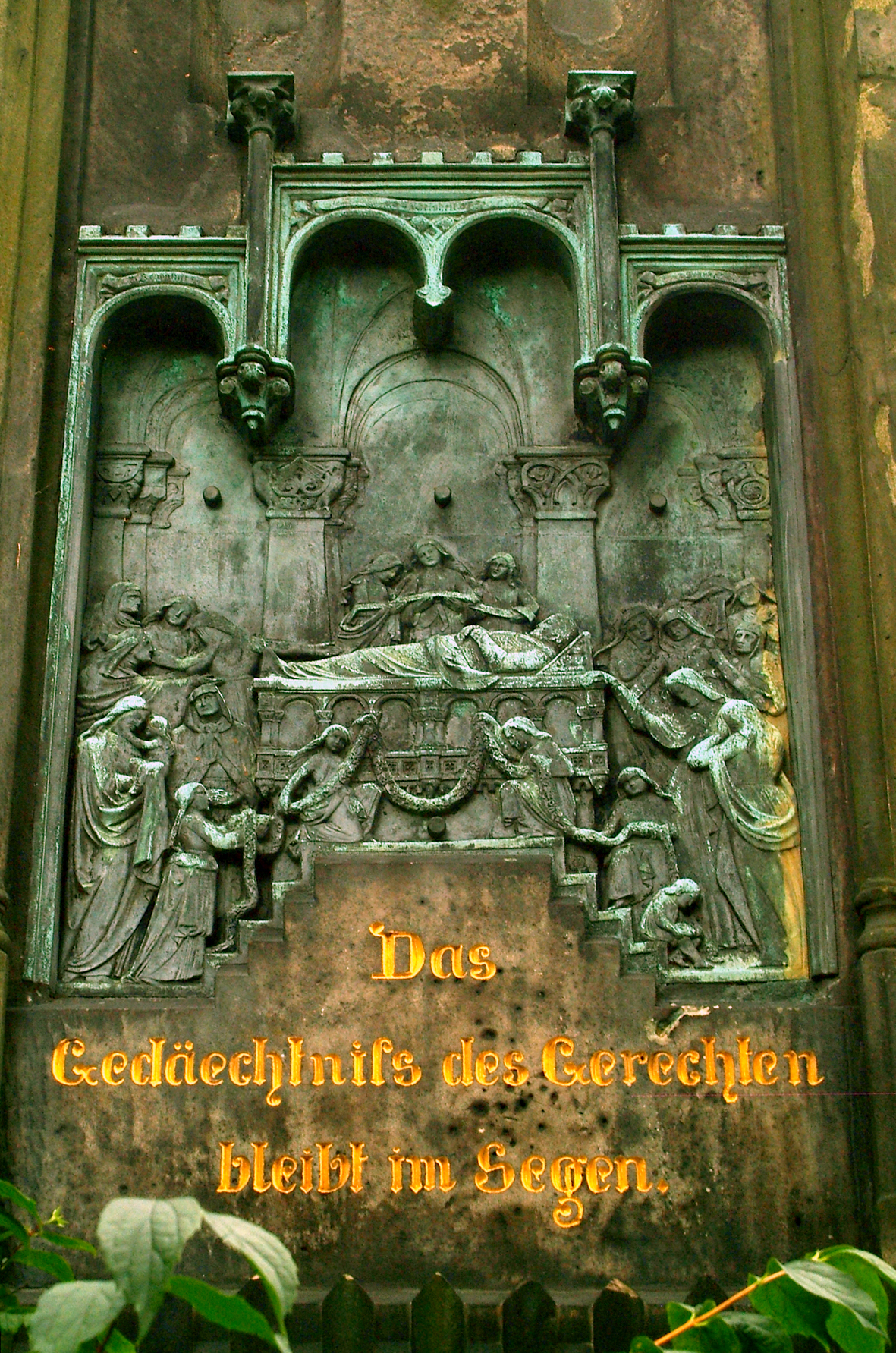
Trauerbild-Relief auf der Rückseite des Grabmals …

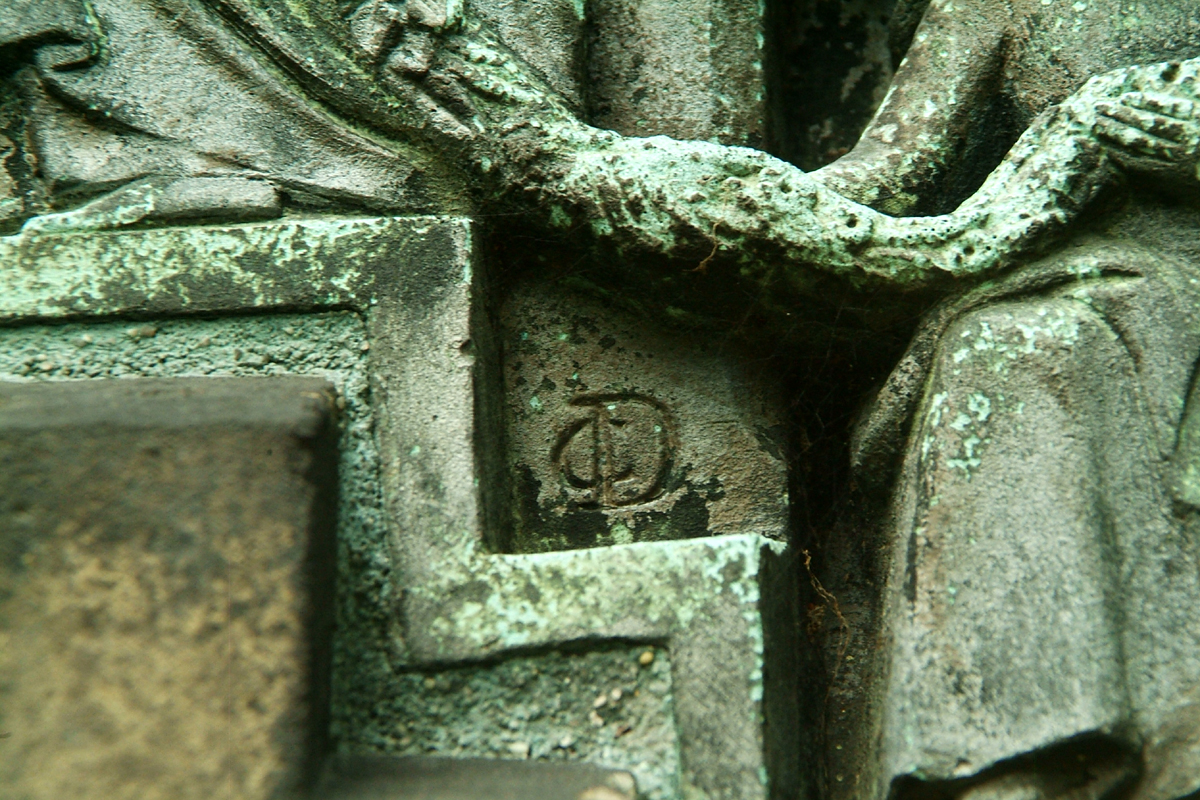
… mit der Künstlersignatur CD – für Carl Dopmeyer ?

Krancke starb am 6. Dezember 1852 in Hannover. Ihm zu Ehren wurde auf dem Gartenfriedhof ein fünf Meter hohes Grabdenkmal errichtet, welches die folgende Inschrift hat:

„Ruht sanft nun hier im Tod vereint 

Viel Kindesliebe Still beweint, 

Und vielen noch ein Segen. 

Wir ziehn euch nach im Erdenlauf 

Zum Himmelsfrieden dort hinauf, 

Dem Wiedersehn entgegen.“

Im Volksmund ist jedoch auch dieser Grabspruch entstanden:

„Des Rechnens müde lieg’ ich jetzt im Grabe 

und werde in die Brüche gehen; 

wenn ich mich nicht verrechnet habe, 

dann werd’ ich dereinst auferstehen!“

## Ehrungen
Die 1929 angelegte Kranckestraße in Hannover-List wurde nach dem Stadtschulinspektor benannt.